# De minilotten van Kokonera
De minilotten van Kokonera is het honderdderde stripverhaal uit de reeks van Suske en Wiske. Het is geschreven en getekend door Paul Geerts. 
Dit was het eerste verhaal in de serie dat aanvankelijk was verschenen als poppenfilm, om vervolgens pas te worden omgewerkt tot stripverhaal. De afleveringen van de poppenfilm werden op de Nederlandse televisie uitgezonden van 6 oktober 1975 tot en met 17 november 1975. De eerste albumuitgave in de Vierkleurenreeks was in april 1976, met nummer 159.

## Locaties
- Café, Kokonera (andere planeet) met kasteel en meteoor

## Personages
- Suske, Wiske, tante Sidonia, Lambik, Jerom, professor Barabas, Minilotten, Krimson, Knoeft, Kwakkel, Bolle Bet

## Het verhaal
De vrienden horen op de radio dat piloot V. Liegmaran een onbekend ruimtevaartuig heeft gezien, dat lijkt op een cocon. Even later landt het ruimteschip in de tuin van tante Sidonia. Suske en Wiske ontmoeten een buitenaards wezen, een Minilotje. Ze brengen het naar binnen. Het wezentje vertelt dat er op de planeet waar de Minilotten wonen een meteoor is ingeslagen, waardoor alle bloemen in goud veranderden. Het Minilotje geeft een demonstratie door zelf een bloem aan te raken met een meegebracht stukje meteoor. De Minilotten hebben hierdoor nu geen voedsel meer op hun planeet. De vrienden besluiten naar Kokonera te gaan om te helpen. 
Lambik gaat naar café Bolle Bet en tovert ook daar bloemen om in goud. Lambik wordt even later op straat aangevallen door twee mannen, Knoeft en Kwakkel. Zij hebben gezien wat Lambik deed en willen nu ook naar Kokonera, om daar de gouden bloemen te stelen. De boeven worden verjaagd en tante Sidonia blijft thuis. Ze heeft een zendertje van het Minilotje gekregen om contact te houden met de anderen. 
De vrienden vertrekken met de cocon richting Kokonera. Knoeft, Kwakkel en Krimson gaan als verstekelingen mee.
De vrienden vinden het kasteel van de koningin. Ze worden gewaarschuwd voor de meteoor, deze kan nog altijd gevaarlijk zijn. Jerom gebruikt een enorme rots als schild en de vrienden kunnen zodoende langs de meteoor lopen. Ze zien dat de Minilotten snel voedsel nodig hebben. Krimson en zijn mannen plukken intussen de gouden bloemen. Ze zien een erg groot exemplaar vlak bij de meteoor, maar moeten vluchten als de meteoor opnieuw gevaarlijk wordt. Suske gaat naar de cocon om de meegenomen honing te halen, waarna hij een confrontatie heeft met de boeven. Suske sluit de deur van de cocon zodat de boeven niet kunnen ontsnappen. Hij voorziet de Minilotten snel van honing, en vertelt de anderen wat er is gebeurd. Alle Minilotten krijgen honing, maar de honing is hierna wel op. Suske en Wiske worden gevangengenomen door Knoeft en Kwakkel. Krimson houdt Jerom tegen. Lambik bevrijdt de kinderen weer. De boeven worden uiteindelijk verslagen en in de cocon opgesloten. Jerom vernietigt nu ook de meteoor, zodat de bloemen op Kokonera weer normaal worden en alle planten er ongehinderd kunnen groeien. 
De Minilotten zijn gered en ze bedanken de vrienden. De vrienden nemen contact op met professor Barabas en tante Sidonia en vertellen dat ze Krimson en zijn helpers zullen uitleveren als ze weer op aarde terug zijn. Als ze terug zijn, neemt het Minilotje afscheid van de vrienden en vliegt weer naar Kokonera.

## Achtergronden bij het verhaal
- Wiskes popje Schanulleke is hier wel te zien op de cover, maar niet in het verhaal zelf.
- Dit stripverhaal werd door de trouwe Suske en Wiske-lezers over het algemeen laag gewaardeerd. Men vond het verhaal, dat immers eigenlijk speciaal was geschreven voor de poppenserie, al te sterk gericht op een zeer jong lezerspubliek.

## Verschillen met de tv-serie
- De oorspronkelijke poppenfilm had de kortere titel De minilotten.
- In het stripverhaal opereert Krimson samen met zijn twee assistenten Knoeft en Kwakkel, terwijl hij in het oorspronkelijke verhaal voor de poppenserie op zijn eentje opereert. Ook maken de hoofdpersonages in de film hier pas voor het eerst kennis met Krimson; in de strip was hij al vanaf Het rijmende paard een regelmatig terugkerende slechterik.

## Andere tot strip omgewerkte verhalen
- De andere tot strip omgewerkte verhalen uit dezelfde poppenserie zijn De zingende kaars, De gouden locomotief, De windbrekers, De regenboogprinses en Het laatste dwaallicht.

## Uitgaven
- Het verhaal is ook in het Italiaans uitgegeven: Bob e Bobette - l'Oro Maledetto del planeta Bombyx.